# One Love Manchester
《One Love Manchester》是2017年6月4日舉辦的一場公益音樂會，也是英國的一個電視特別節目。該音樂會由歌手爱莉安娜·格兰德為回應2017年曼彻斯特竞技场爆炸而發起，在英國大曼彻斯特郡老特拉福德奧脫福木球場舉辦，由萨拉·考克斯和欧瑞·奥杜巴主持，并由英國廣播公司第一台現場直播。音樂會的表演嘉賓包括贾斯汀·比伯、黑眼豆豆、酷玩樂團、麥莉·希拉、马库斯·芒福德、奈爾·霍蘭、混合甜心、凱蒂·佩芮、接招、伊莫珍·希普、法瑞尔·威廉姆斯、罗比·威廉斯和連恩·蓋勒格等。共計50,000人出席了這次活動。
活動取得的收益捐獻給了由曼徹斯特市議會和英國紅十字會共同創辦的我們愛曼徹斯特緊急基金會（We Love Manchester Emergency Fund）。而基金會收到的資金將流入爆炸事件受害者及其家屬手中。英國紅十字會報道稱，該活動在舉辦12小時後收到了1300萬美元的募捐。雖然有時差，但超過50個國家在Twitter、Facebook和YouTube等平台上都轉播了這次活動的現場直播。

## 音樂表演
| 藝人                   | 歌曲 |
| ---------------------- | --- |
| 马库斯·芒福德          | - 《Timshel》 |
| 接招                   | - 《Shine》 - 《Giants》 - 《Rule the World》 |
| 罗比·威廉斯            | - 《Strong》 - 《Angels》 |
| 法瑞尔·威廉姆斯        | - 《Get Lucky》 （與马库斯·芒福德） - 《Happy》 （與麥莉·希拉） |
| 麥莉·希拉              | - 《Inspired》 |
| 奈爾·霍蘭              | - 《Slow Hands》 - 《This Town》 |
| 爱莉安娜·格兰德        | - 《Be Alright》 - 《Break Free》 |
| 史提夫·汪达            | - 《Love's in Need of Love Today》 （影片） |
| 混合甜心               | - 《Wings》 |
| 維多利亞·莫內          | - 《Better Days》 （與爱莉安娜·格兰德） |
| 黑眼豆豆               | - 《Where Is the Love?》 （與爱莉安娜·格兰德） |
| 伊莫珍·希普            | - 《Hide and Seek》 |
| 爱莉安娜·格兰德        | - 《My Everything》 （與帕斯伍德高中合唱團） - 《The Way》 （與馬克·米勒） - 《Dang!》 （與馬克·米勒） - 《Don't Dream It's Over》 （與麥莉·希拉） - 《Side to Side》 |
| 凱蒂·佩芮              | - 《Part of Me》 （原音版） - 《Roar》 |
| 贾斯汀·比伯            | - 《Love Yourself》 （原音版） - 《Cold Water》 （原音版） |
| 爱莉安娜·格兰德        | - 《Love Me Harder》 |
| 克里斯·馬汀與強尼·邦藍 | - 《Don't Look Back in Anger》 （與爱莉安娜·格兰德） |
| 酷玩樂團               | - 《Sit Down》 / 《Fix You》 - 《Viva la Vida》 - 《Something Just Like This》                                                                                        |
| 連恩·蓋勒格            | - 《Rock 'n' Roll Star》 - 《Wall of Glass》 - 《Live Forever》 （與克里斯·馬汀和強尼·邦藍）                                                                          |
| 爱莉安娜·格兰德        | - 《One Last Time》 （與其他所有藝人） - 《Over the Rainbow》 |

## 外部連結
- 在BBC Programmes了解《One Love Manchester》（英文）

- 互联网电影数据库（IMDb）上《One Love Manchester》的资料（英文）